# Grančari
Grančari falu Zágráb közigazgatási területén Horvátországban, a főváros déli részén. Ma Zágráb Brezovica városnegyedéhez tartozik.

## Fekvése
Zágráb városközpontjától 14 km-re délnyugatra, a Szávamente déli előterében húzódó síkságon, a Lomnica-patak északi partján, a Zágrábról Pisarovinára vezető főút mentén, Hudi Bitek és Kupinečki Kraljevac között fekszik.

## Története
A település már a 18. században is létezett. Az első katonai felmérés térképén „Granchar” néven található. Lipszky János 1808-ban Budán kiadott repertóriumában „Granchari” néven szerepel. Nagy Lajos 1829-ben kiadott művében „Granchari” néven 9 házzal és 82 katolikus lakossal találjuk.
1857-ben 88, 1910-ben 154 lakosa volt. Zágráb vármegye Szamobori járásához tartozott. 
1941 és 1945 között a Független Horvát Állam része volt, majd a szocialista Jugoszlávia fennhatósága alá került. 1991-től a független Horvátország része. 1991-ben lakosságának 95%-a horvát nemzetiségű volt. 2011-ben 221 lakosa volt.

## Népessége
| Lakosság változása | Lakosság változása | Lakosság változása | Lakosság változása | Lakosság változása | Lakosság változása | Lakosság változása | Lakosság változása | Lakosság változása | Lakosság változása | Lakosság változása | Lakosság változása | Lakosság változása | Lakosság változása | Lakosság változása | Lakosság változása |
| ------------------ | ------------------ | ------------------ | ------------------ | ------------------ | ------------------ | ------------------ | ------------------ | ------------------ | ------------------ | ------------------ | ------------------ | ------------------ | ------------------ | ------------------ | ------------------ |
| 1857               | 1869               | 1880               | 1890               | 1900               | 1910               | 1921               | 1931               | 1948               | 1953               | 1961               | 1971               | 1981               | 1991               | 2001               | 2011               |
| 88                 | 106                | 116                | 138                | 125                | 154                | 186                | 203                | 174                | 182                | 158                | 162                | 163                | 156                | 194                | 221                |